# Levada do Rei

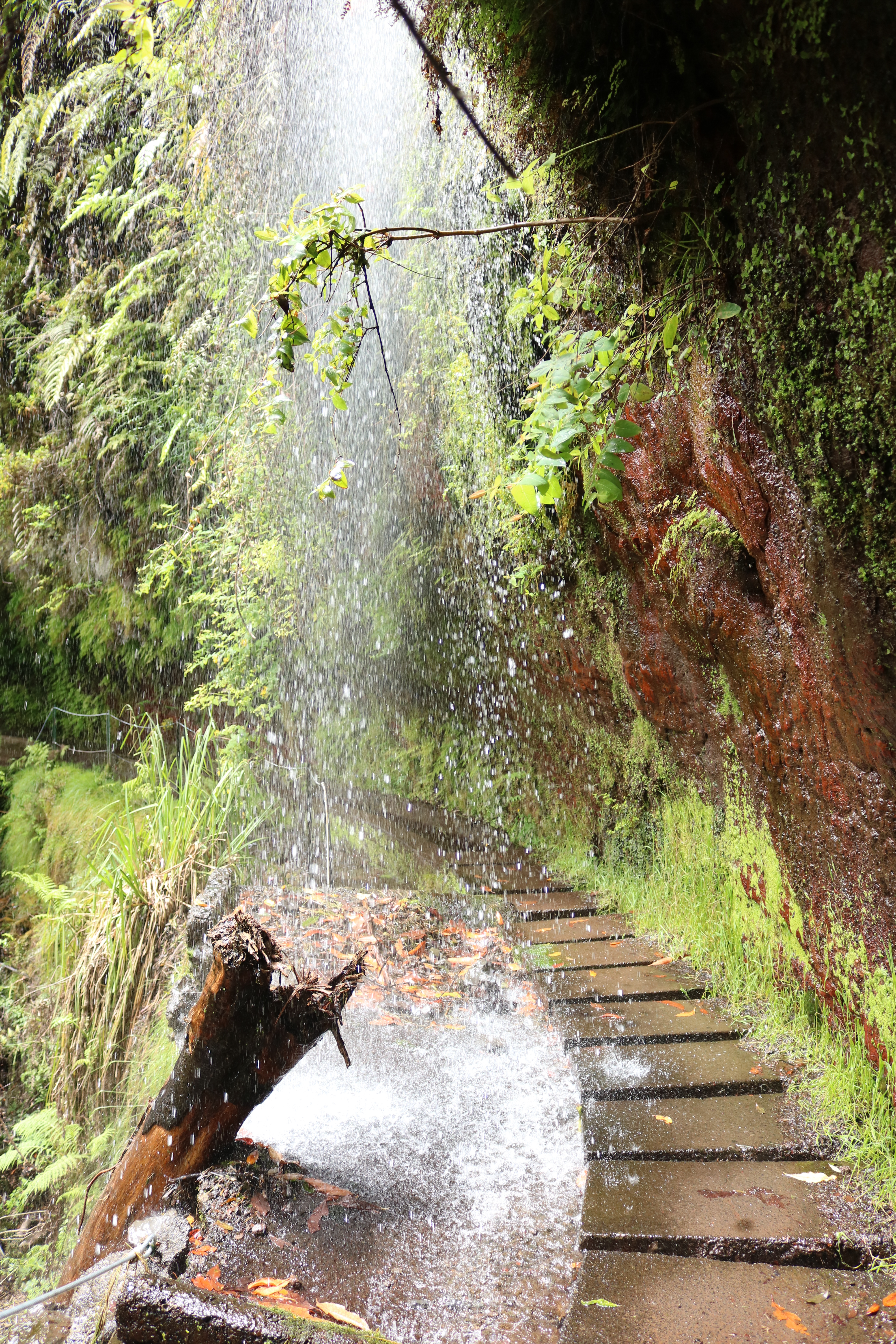
Wasserfall an der Levada do Rei

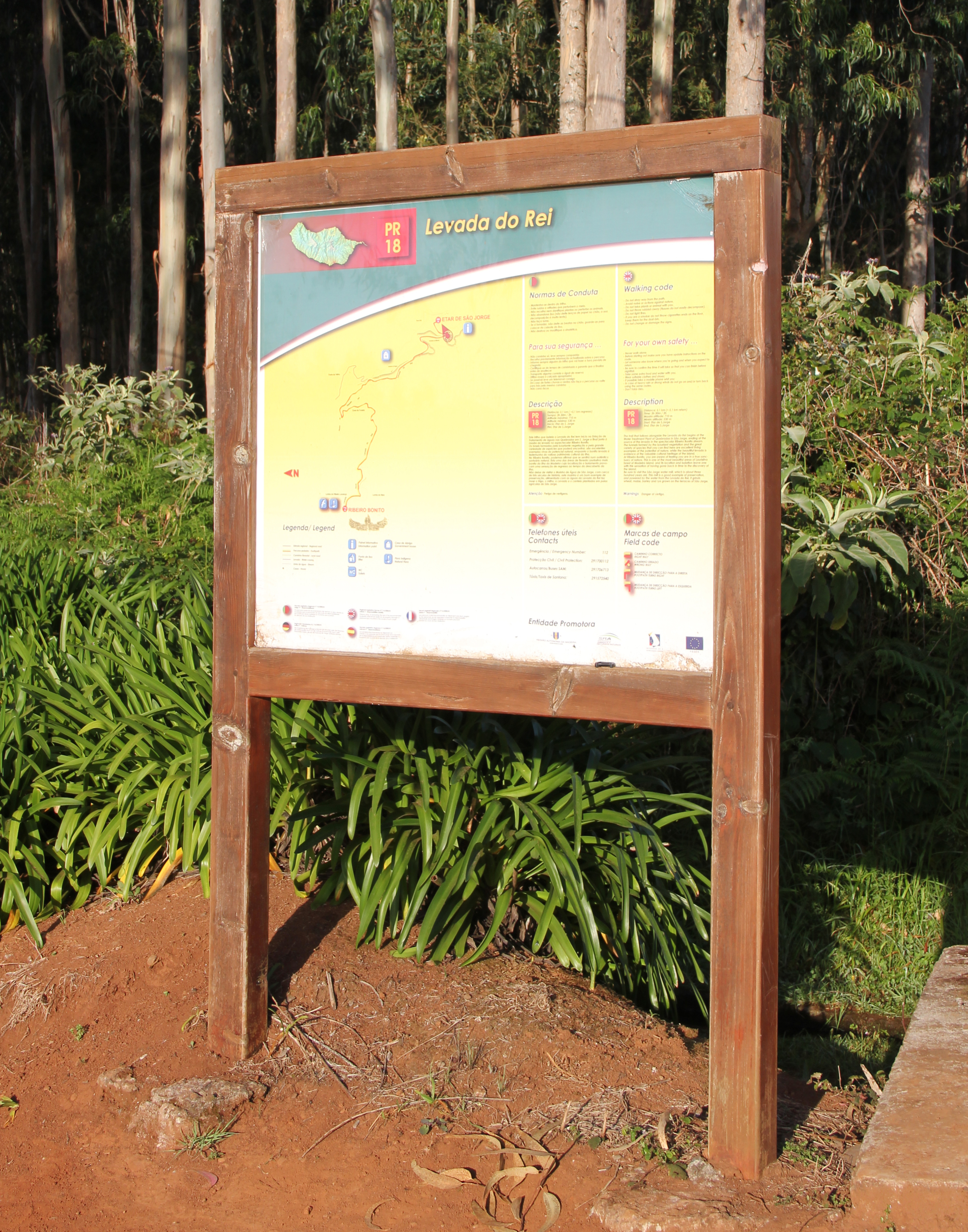
Wandertafel

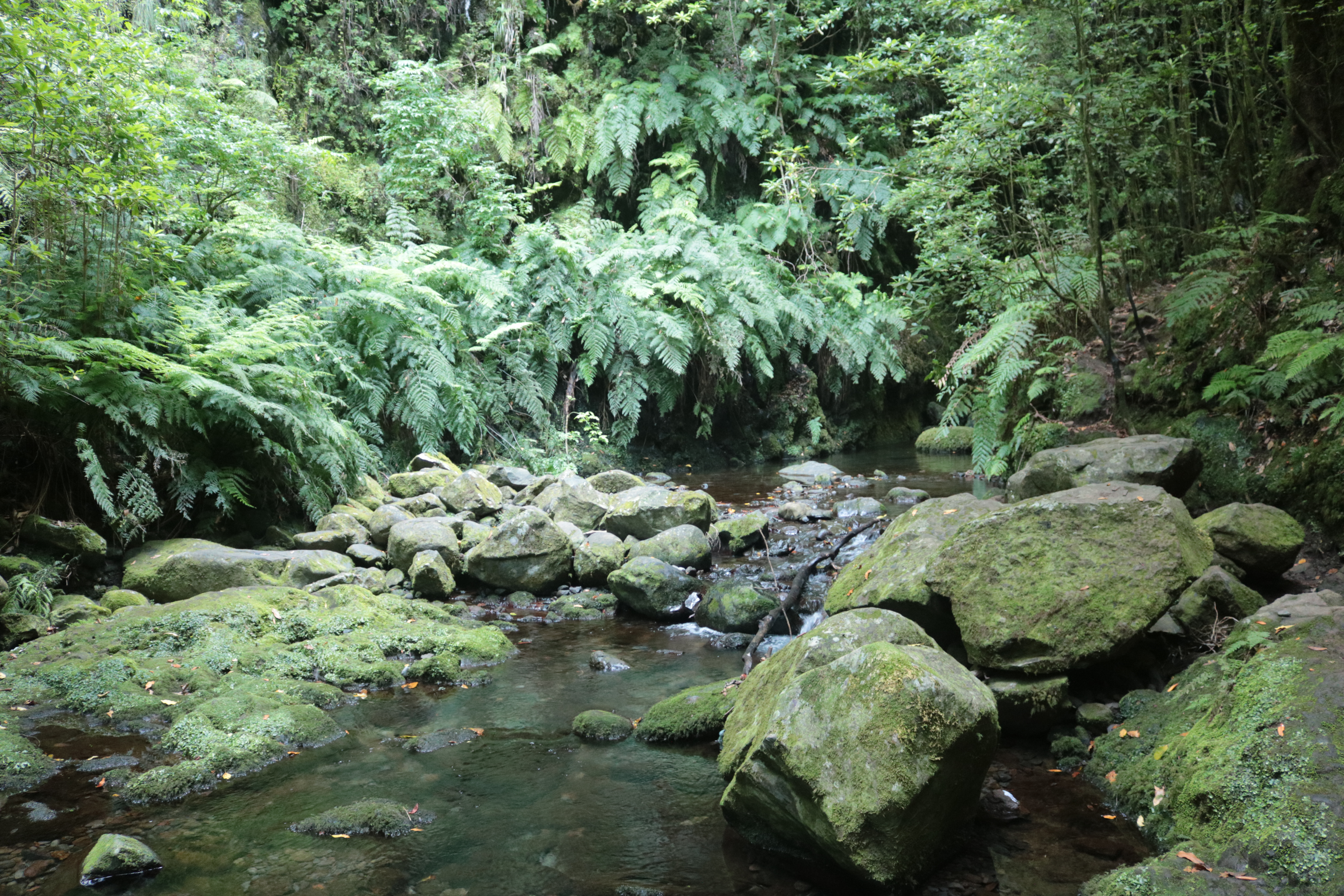
Der Quellfluss Ribeiro Bonito

Die Levada do Rei (portugiesisch für Königs-Levada) ist ein Bewässerungskanal auf der portugiesischen Atlantikinsel Madeira. Der schmale künstliche Wasserlauf wird auch nach seinem Quellfluss Levada da Ribeiro Bonito benannt. Der Wanderweg neben der Wasserrinne führt durch dichten Lorbeerwald, wegen der ursprünglichen Natur gehört der Weg zu einer der beliebtesten Levadawanderungen unter den Wanderpfaden auf Madeira.

## Zugang
Ausgangspunkt für die Wanderung ist der Weiler Quebradas südwestlich von São Jorge. Von der Ortsmitte in São Jorge wird der alten Landstraße ER101 in Richtung São Vicente gefolgt, bis nach 3 km an einem Abzweig ein Schild zur Levada weist. Der Wanderweg ist als PR 18 markiert, er beginnt auf etwa 535 m und führt nach einem kurzen Anstieg auf einem gestuften Treppenweg relativ bequem als schmaler Saumpfad neben dem Kanal entlang. Leicht ausgesetzte Passagen sind mit einem Drahtseilzaun gesichert.

## Wirtschaftliche Bedeutung
Zwei Vorläufer der Levada gehen bis auf das Ende des 18. Jahrhunderts zurück, die heutige Trasse wurde in den 1920er-Jahren gelegt. Das Wasser wird in einem Reservoir gesammelt und als Trinkwasser für die Gemeinden São Jorge und Arco de São Jorge aufbereitet und darüber hinaus zur Bewässerung in der Landwirtschaft genutzt. Im nahe gelegenen Ort Achadinha wird damit auch ein Sägewerk betrieben. 

## Sehenswürdigkeiten
Die Levada fließt zunächst von im Frühjahr blau und weiß blühenden Schmucklilien gesäumt durch einen Eukalyptuswald, der bald von einem Lorbeerwald abgelöst wird. Dieser ursprünglich auf Madeira weit verbreitete Feuchtwald ist seit 1999 anerkanntes UNESCO-Weltnaturerbe. Typisch für den Wald sind neben verschiedenen Lorbeerbaumarten auch Baumheide (Erica arborea), Wurzelnder Kettenfarn (Woodwardia radicans) und andere Farnarten.
Eine längere Passage wird an einer steil abfallenden Felswand entlanggeführt, vor der sich kleine Wasserfälle in den Kanal stürzen. Immergrüne Vegetation mit rankenden Farnen geben dem Quellfluss der Levada, dem Ribeiro Bonito (portugiesisch für Schöner Fluss), einen wildromantischen Anstrich. 
Vor oder nach der Wanderung bietet sich ein kurzer Abstecher zur alten Sägemühle an, es ist als Kulturgut geschützt.